# Lubuk Bandung
Lubuk Bandung is een bestuurslaag in het regentschap Ogan Ilir van de provincie Zuid-Sumatra, Indonesië. Lubuk Bandung telt 1084 inwoners (volkstelling 2010).